# Arachotia aenea
Arachotia aenea är en fjärilsart som beskrevs av Jordan 1908. Arachotia aenea ingår i släktet Arachotia och familjen bastardsvärmare. Inga underarter finns listade i Catalogue of Life.